# Mark Hunter
Mark Hunter (Cleveland, 26 de mayo de 1977) es el vocalista y compositor de la banda de groove metal Chimaira.

## Biografía
Hunter cofundó Chimaira junto al guitarrista original Jason Hager. Él también produjo el disco The Impossibility of Reason con la ayuda de Rob Arnold, y coprodujo el álbum Chimaira con Ben Schigel.
Las letras que escribe Hunter tratan sobre experiencias personales y algunas son sobre películas, ya que él es un amante del séptimo arte. En la canción "Pictures In The Gold Room" del disco "The Impossibility of Reason" él canta acerca de la película El resplandor y "Bloodlust" del disco Chimaira está basada en el largometraje American Psycho.
Mark también pensó los conceptos de los videos Nothing Remains y Save Ourselves de Chimaira.
Aunque no se menciona en los créditos de los álbumes, él ha tocado la guitarra en todos los discos de Chimaira hasta la fecha.
Mark Hunter fue también el guitarrista y vocalista de la banda hardcore Skipline junto al productor Ben Schigel y al bajista Jim LaMarca. LaMarca también tocó el bajo en la banda de stoner rock que tenía Hunter, High Point. Hunter también creó, en broma, una banda de power metal con Ben Schigel y Andols Herrick llamada "The Demonic Knights Of Aberosh".
Hunter participó en el disco que lanzó el sello Roadrunner Records para celebrar su aniversario. La canción en la que le tocó participar fue "The Enemy", junto a otros músicos como: Dino Cazares (Asesino), Andreas Kisser (Sepultura), Paul Gray (Slipknot) y Roy Mayorga (ex Soulfly, Stone Sour).
Más recientemente fue vocalista invitado en la canción "In The Face of The Faceless" del grupo de Death Melodico/Metalcore Forever In Terror
Ahora se dedica de lleno a su carrera de Fotógrafo.

## Discografía
- Chimaira EP (1999)
- The Present Darkness EP (2000)
- Pass Out of Existence (2001)
- The Impossibility of Reason (2003)
- Chimaira (2005)
- Resurrection (2007)
- The Infection (2009)

## DVD en vivo
- The Dehumanizing Process (2004)
- Nothing Remains (2005)